# Poropuntius huguenini
Poropuntius huguenini es una especie de peces de la familia de los Cyprinidae en el orden de los Cypriniformes.

## Morfología
Los machos pueden llegar alcanzar los 46 cm de longitud total.

## Hábitat
Es un pez de agua dulce.

## Distribución geográfica
Se encuentran en Asia: Sumatra, la Península de Malaca y en las cuencas de los ríos Mekong (Laos y Tailandia) y Chao Phraya.